# Geastraceae
Geastraceae is een familie van schimmels behorend tot de orde Geastrales. Tot deze familie behoren de aardsterren (Geastrum).

## Geslachten
De familie Geastraceae bestaat uit de volgende geslachten:
- Geasteroides
- Geastrum (aardster)
- Myriostoma
- Nidulariopsis
- Phialastrum
- Radiigera
- Sphaerobolus